# Pierre Pincemaille
Pierre-Marie Pincemaille (Parijs, 8 december 1956 – Suresnes, 12 januari 2018) was een Frans organist, improvisator en pedagoog.

## Opleiding
In 1965 begon hij pianolessen te nemen. Hij studeerde op het conservatorium van Parijs bij Jean-Claude Raynaud (Contrapunt), Henri Challan (Harmonieleer), Marcel Bitsch (Fuga) en Rolande Falcinelli (orgel). Hij wist vijf internationale wedstrijden te winnen, waaronder in 1990 de gerenommeerde Grand Prix de Chartres in orgelspel en improvisatie. Hierna begon zijn internationale carrière als concert-organist, improvisator en muziekpedagoog.

## Carrière
In 1987 werd hij benoemd tot organist-titularis van de Kathedraal van Saint-Denis. Hij doceerde aan de conservatoria van Saint-Maur-des-Fossés (2000-2017), Saint-Germain-en-Laye (2002-2018), Lyon (2003-2005) en Parijs (2005-2018). Pierre Pincemaille had een wereldwijde reputatie als concertorganist, maar vooral als een briljant improvisator. Hij geeft 1000 recitals met orgelwerken van Johann Sebastian Bach, César Franck, Louis Vierne, Maurice Duruflé naar Maastricht, Delft, Den Haag, Haarlem, Frankrijk, Duitsland, Zwitserland, Italië en Amerika.

## Geluidsopname
- Deuxième Symphonie en Deuxième Suite van Pièces de fantaisie van Louis Vierne - Kathedraal van Saint-Denis, 2001 - Festivo FECD 137.[5]

## Erkenning
Pierre Pincemaille werd in Frankrijk benoemd tot ridder in de Orde van de Academische Palmen (2003), ridder in de Orde van Kunsten en Letteren (2006) en ridder in de Orde van Sint-Gregorius de Grote (2007).